# Adwaita (tortuga)

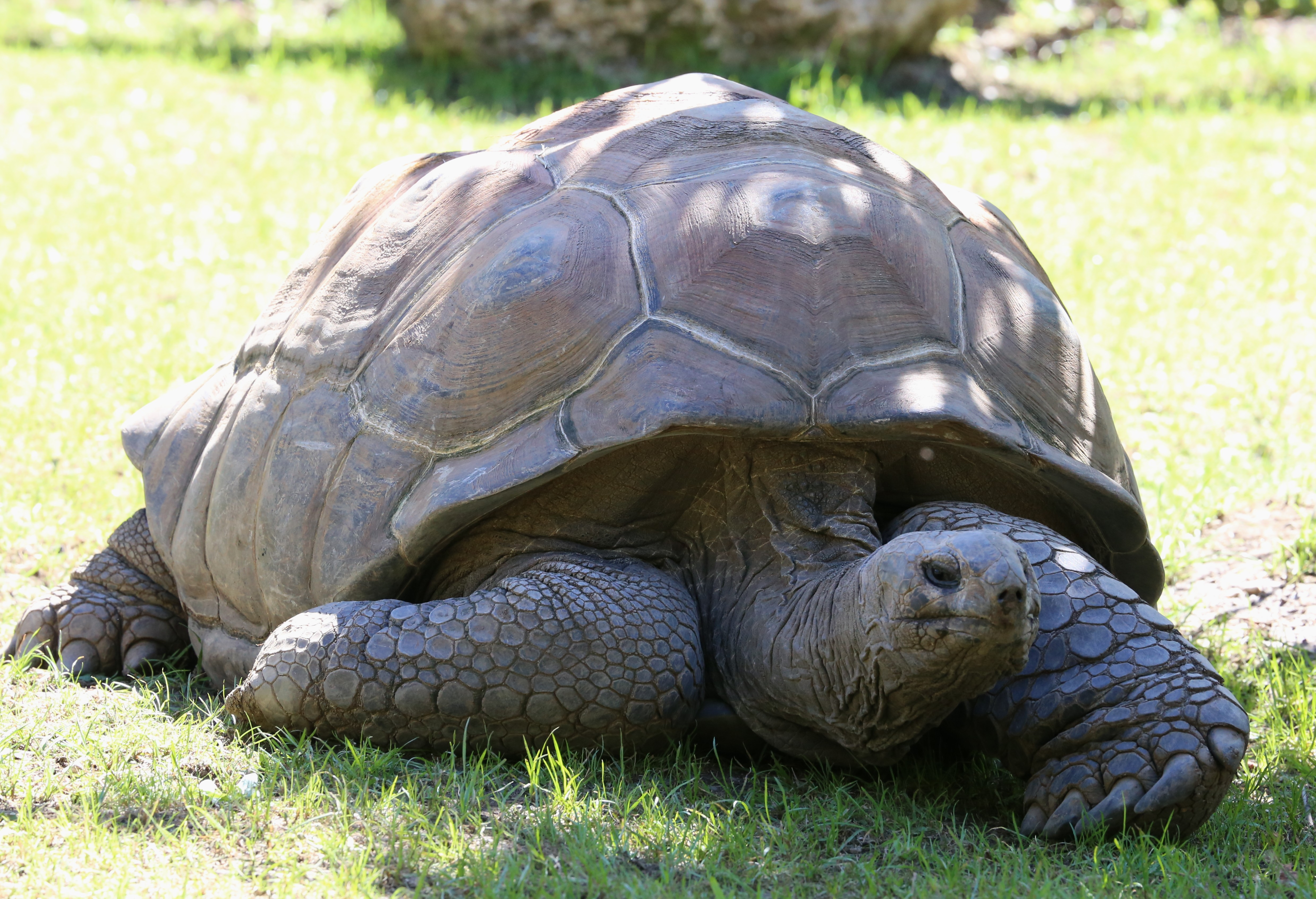
Una Aldabrachelys gigantea, la misma especie como Adwaita era

Adwaita (Significado "uno y sólo" en sánscrito) (c. 1750 – 22 de Marzo 2006), fue un macho de tortuga gigante que vivió en el Alipore Jardines Zoológicos de Kolkata, India. En el tiempo de su muerte en 2006, se creyó que Adwaita era uno de los animales más longevos del mundo.
Pudo haber sido de Aldabra, un atolón en las Seychelles. Este informe anecdótico no ha sido confirmado. El animal era una de las cuatro tortugas que vivían en la finca de Robert Clive en Barrackpore , en los suburbios del norte de Calcuta. Se dice que Clive recibió a las tortugas después de su victoria en la Batalla de Plassey en 1757, en la que la  Compañía Británica de las Indias Orientales derrotó a los Nawabs de Bengala y Murshidabad Nawab de Bengala y sus aliados franceses, asegurando así la India para Gran Bretaña a largo plazo. Adwaita fue trasladado al  Alipore Zoo en  Calcuta en 1875 o 1876 por Carl Louis Schwendler , el fundador del zoológico. Adwaita vivió en su recinto en el zoológico hasta su muerte el 22 de marzo de 2006 a una edad estimada de 255 años.

## Descripción
Con un peso de 250 kg (551 lb), Adwaita era un animal solitario sin registros de su progenie. Vivía con una dieta de salvado de trigo, zanahorias, lechuga, garbanzo empapado, pan, pasto y sal.

## Edad
Su caparazón se agrietó a finales de 2005 y se desarrolló una herida en la carne debajo de la grieta. La herida se infectó y finalmente provocó su muerte por insuficiencia hepática el 22 de marzo de 2006. Se estima que Adwaita tenía al menos 150 años en el momento de su muerte, y algunas estimaciones sugieren que pudo haber alcanzado los 255 años. Si se puede confirmar esta última estimación, Adwaita habrá sido la tortuga más antigua conocida de los tiempos modernos, viviendo más que Harriet por 80 años y Tu'i Malila por 67 años. 